# نادي شعلة الشرقية
نادي شعلة الشرقية هو نادي كرة قدم نسائي سعودي يلعب في الدوري السعودي الممتاز للسيدات.